# 埃里克·格林 (曲棍球运动员)
埃里克·格林（英語：Eric Green，1878年8月8日—1972年12月23日），英格兰前男子曲棍球运动员。他曾代表英国国家队参加1908年夏季奥林匹克运动会曲棍球比赛，获得一枚金牌。